# Joseph-Alexandre Bergon
Joseph-Alexandre Bergon (1741-1824) est un juriste, appartenant au corps des administrateurs du ministère des finances, directeur général des Forêts de 1805 à 1817. Conseiller d’État, il est fait comte d’Empire en 1811.

## Biographie
Joseph-Alexandre Bergon est né le 21 février 1741 au lieu-dit « Mirabel » de la paroisse de Rinhodes dans le Rouergue, de Pierre Bergon (1696-1768), notaire et avocat au village voisin de La Capelle-Balaguier, et d'Hélène Pradines († 1775).
Il fait probablement ses humanités au collège des Jésuites de Rodez. Sur les traces de son père, il suit des études juridiques et devient avocat au Barreau de Paris. Alors que Maupéou préside le parlement de Paris, il abandonne cette carrière pour se consacrer exclusivement aux lettres. Il compose un grand nombre d'écrits dont les seuls que l'on connaisse sont les éloges au maréchal d'Estrées, au mathématicien Clairaut et du grammairien Restaut. Mais en 1767 il renonce à ce « stérile métier d'auteur » pour entrer à l’âge 26 ans dans l’administration des Finances comme commis.
En 1778 il est secrétaire à l’Intendance d’Auch et Pau alors que Douet de La Boullaye en est l’intendant. Ses fonctions en Bigorre, au moment de la Révolution, expliquent sa proximité avec Barère, natif de Tarbes et futur député rapporteur des deux premières lois forestières de la Constituante.
Puis il est nommé en 1783 premier commis de l’Intendant des « Mines et Minières de France », dépendant du Contrôle général des finances, et dont Douet de La Boullaye en est alors l’intendant. De 1785 à 1788, Douet de La Boullaye est l’intendant également des Droits domaniaux, avec Bergon à ses côtés comme premier commis. En 1789, Bergon suit Douet de La Boullaye promut à l’Administration de la Ferme générale.
En 1792, Bergon s’occupe des détails « relatifs à la Conservation Générale des Forêts et à la régie nationale des douanes » que lui a probablement confié Louis Tarbé, ministre des Finances. Ainsi à cette date, il entre dans l'Administration des Forêts qu'il ne quittera que 25 ans plus tard en 1817, occupant des postes de premier plan en ne connaissant, pour autant, pas « d'autres arbres que ceux du jardin des Tuileries ».
Fonctionnaire prudent, « Bergon se montra partisan modéré de la Révolution et se fit peu remarquer pendant la Terreur. ».
En 1793, Bergon s’occupe des « détails relatifs à la conservation des forêts » au Département des Contributions des Revenus publics (l'équivalent du ministère des Finances) dirigé par le ministre Destournelles. Sous la Convention Thermidorienne (1793-1794), il est le chef de la Dixième division «bois et forêts ». Sous le Directoire (1795-1799), lorsque les forêts sont confiées à la « Régie des Droits d’Enregistrement, Timbres, Patentes et du Domaine National », Bergon est le « Directeur de la correspondance relative aux bois et forêts », au Bureau des Bois, Salins et Canaux.
Sous le Consulat (1799-1804), en l'an VIII (1799), il est nommé directeur de l’Administration forestière (4e section de la Régie des droits d'enregistrements). Lors de la création de l`Administration générale des forêts par la loi du 16 nivôse an IX (6 janvier 1801), Bergon est l'un des cinq Administrateurs généraux des forêts nommés. Il occupe une place de premier plan à la tête de la Première division.
Au début du Premier Empire, un décret du 7 thermidor an XIII (25 juillet 1805) place Bergon à la tête de l`Administration, comme Directeur général, relevant directement du ministre des Finances, Gaudin. Ce même décret crée un poste de secrétaire général, chargé de tâches d'administration pour dégager le Directeur général d`une partie du travail de la Première division. Ce poste est tenu par Duchâtel puis par M. Denormandie. Les quatre autres administrateurs restent en place.
Conseiller d'État en 1806, Bergon est fait chevalier de l’Empire en septembre 1810 puis comte d’Empire en juillet 1811, et se vit attribuer de droit de porter des armoiries, et une donation en Illyrie d’un revenu annuel de 4000 francs.
Pour autant, ni le Conseiller d’État Bergon, ni l’Administration des forêts qu’il dirigeait n’avaient le moindre pouvoir décisionnaire, l’Empereur Napoléon, et précédemment le Premier Consul Bonaparte, donnant ses ordres relatifs aux forêts directement à son ministre des Finances Gaudin ou à son ministre de la marine Decrès.
Le grand mérite du directeur des forêts Bergon est d'avoir encouragé Jacques-Joseph Baudrillart, alors premier commis de l'Administration des forêts à traduire et publier des ouvrages de forestiers allemands de renom tels que Georg Ludwig Hartig ou Friedrich August Ludwig Burgsdorf. Ainsi la diffusion en 1805 de la première édition de l'Instruction sur la culture du bois, à l'usage des forestiers de Hartig eut très rapidement un grand succès auprès des forestiers français de l'administration.
En avril 1814, à l'avènement de la Restauration, il adressa de vibrantes louanges royalistes à Louis XVIII et à son frère le comte d'Artois, futur Charles X et conserva ainsi son poste de Directeur général des forêts. Dès le début des Cent-Jours, le comte Bergon démissionna de son poste de directeur. Napoléon 1er le remplaça par Guéheneuc.

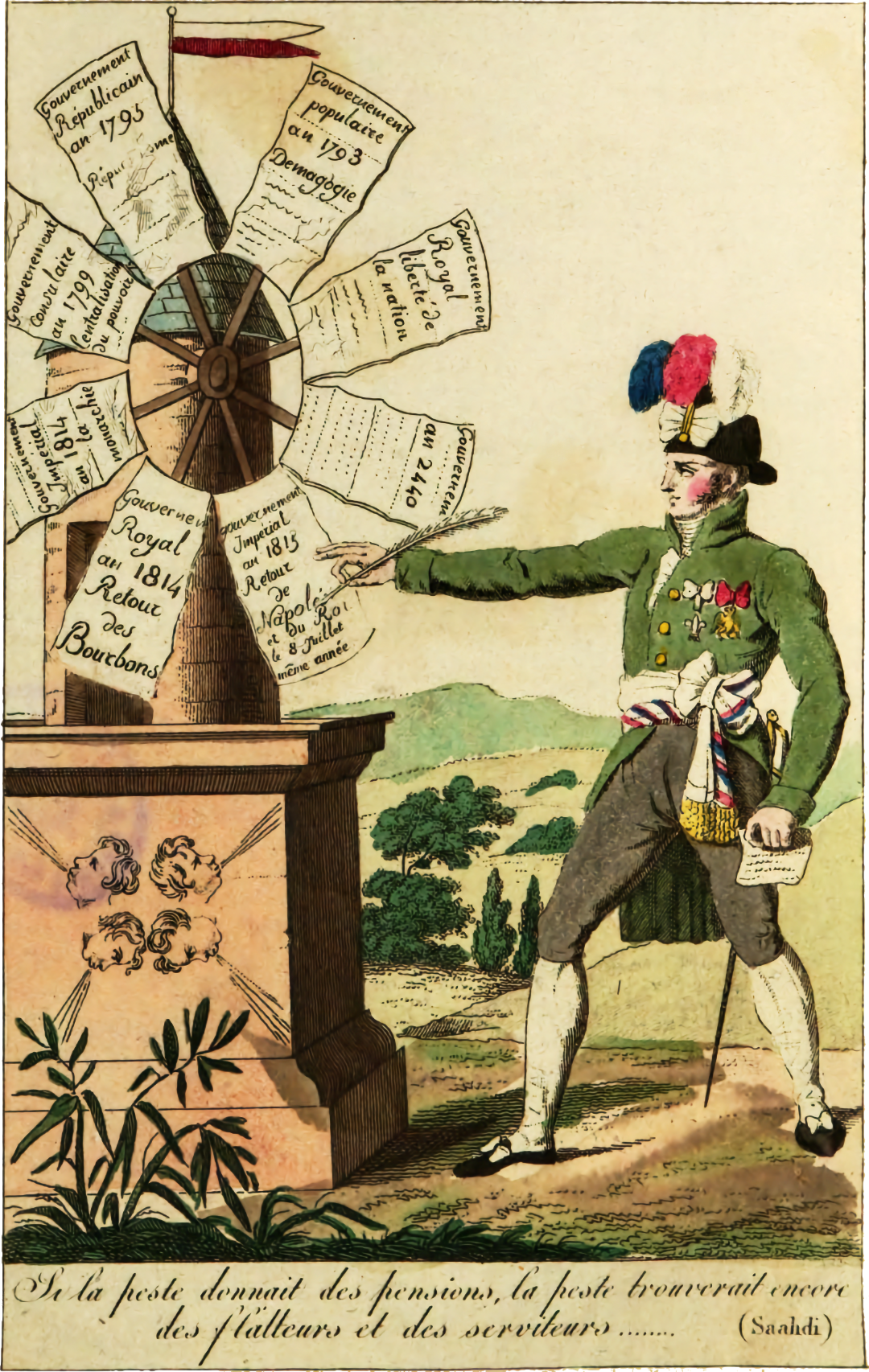
Dictionnaire des girouettes où est cité Bergon.

Il servit sous tous les régimes, durant un quart de siècle et figure à ce titre dans le Dictionnaire des Girouettes de Charrin dès 1815, lorsqu'il retrouve lors de la seconde Restauration son fauteuil au Conseil d'État et sa place dans l'Administration des forêts.
Il se marie en 1786 avec Jeanne-Françoise-Grace des Isnards (1767-1814) avec qui il a une fille Jeanne-Joséphine-Grâce (1787-1858) qui épouse en 1804 le général Pierre Dupont de l’Etang (1765-1840), futur vaincu de Baylen (Espagne) en 1808, et ministre de la guerre de Louis XVIII en 1814. Malgré la disgrâce de Napoléon 1er envers son gendre le général, honteusement défait en 1808, le comte Bergon conserva son poste de Directeur général des Forêts.
Lors de la réorganisation du ministère des finances en mai 1817 décidée par Louis XVIII en vue de faire des économies, se traduisant par le démantèlement inattendu de l'Administration des forêts, rattachée à la Direction générale de l'enregistrement et des domaines, son poste de directeur général est supprimé. Le comte Bergon se retrouve ainsi évincé, n'assurant plus que ses activités ordinaires de Conseiller d'État, mais se trouve récompensé par son élévation au grade de Grand officier de la Légion d'honneur.
En 1796, il acquiert le château des Ternes à Paris.
Il meurt sept ans après avoir quitté son poste de directeur général des forêts, le 16 octobre 1824 à Paris.

## Distinctions
- Grand officier de la Légion d'honneur en 1817[15]